# Gruppe Freies Hamburg
Die Gruppe Freies Hamburg, auch Ablassgruppe genannt, gehörte zur Zeit des Nationalsozialismus neben der Robinsohn-Strassmann-Gruppe zum linksliberalen Widerstand. Zunächst hieß die Hamburger Gruppe unter ihrem Begründer Friedrich Ablass Gruppe Q. Aus der Gruppe Freies Hamburg entstand am 5. Mai 1945 der Bund Freies Hamburg, aus dem später der Landesverband Hamburg der FDP hervorging.

## Entwicklung
Nach der Machtübernahme durch die Nationalsozialisten in Hamburg im Frühjahr 1933 und dem Parteienverbot gründete Friedrich Ablass mit ehemaligen Parteifreunden der Deutschen Staatspartei (DStP) einen regimekritischen Gesprächskreis. Dieser Gesprächskreis firmierte zur Tarnung zunächst als Abteilung Q (auch Gruppe Q), die seinerzeit als Wanderkreis der DStP gegründet worden war. Unter den zunächst bis zu 15 Angehörigen dieses Kreises befanden sich neben Ablass Alfred Johann Levy, Paul Heile, Harald Abatz, Max Dibbern, Walter Jacobsen, Richard Archilles, Martin Plat, Carl Stephan, Bruno Schmachtel und Eduard Sußmann. Getarnt als Herrenrunde traf sich dieser Kreis regelhaft im Cafe Nobeling in der Eppendorfer Landstraße. Die Treffen dienten dem Informationsaustausch, der Aufrechterhaltung liberalen Gedankenguts sowie der Beratung über Hilfeleistungen für verfolgte Freunde.
Um sich besser zu schützen, wechselte die Gruppe im Herbst 1933 ihren Treffpunkt und tagte u. a. in einem ehemaligen Jugendheim der Liberalen in Langenrehm sowie beim Kegeln oder während Wanderungen. Ende 1933 begründete die Gruppe zu Tarnungszwecken noch den Verein der Hafenfreunde, dem sich weitere ehemalige Parteifreunde der DStP anschlossen wie Cäsar Oehing, Willy Max Rademacher, Julius Buschmann, Wilhelm H. Lindemann und Walter Brosius. In der Folgezeit vernetzte sich die Ablass-Gruppe auch mit anderen liberalen Regimegegnern bzw. Gruppen, die in Opposition zum NS-Regime standen. Über Jacobsen und Ablass bestand Kontakt zwischen der Robinsohn-Strassmann-Gruppe und der Ablass-Gruppe.

## Freies Hamburg während des Zweiten Weltkrieges
Während des Zweiten Weltkrieges nannte sich die Gruppe um Ablass Freies Hamburg. Nach der Verhaftung Ernst Strassmanns von der Robinsohn-Strassmann-Gruppe am 19. August 1942 unterbrach die Gruppe Freies Hamburg kurzzeitig ihre Aktivitäten. Aufgrund der gut organisierten und konspirativen Strukturen wurden die Aktivitäten der Gruppe Freies Hamburg nicht entdeckt. Die Treffen der Gruppe Freies Hamburg fanden danach in der Wohnung von Ablass in Hamburg-Uhlenhorst bzw. bei dem Schriftsteller Rudolf Beissel in Hamburg-Harvestehude statt. Während der Zusammenkünfte wurde auch über die aktuellen Meldungen der BBC beraten.
Ein weiterer Treffpunkt von Gegnern des NS-Regimes aus dem liberalen Spektrum war das seit 1933 bestehende und von Angehörigen der Gruppe Freies Hamburg betriebene Kabarett Bronzekeller in Hamburg-Neustadt. Über die dort auftretenden Künstler, ebenfalls Gegner des NS-Regimes, konnten in regelmäßigen Abständen konspirative Zusammenkünfte organisiert und Verbindungen zu Liberalen aus anderen Städten aufrechterhalten werden. Der Bronzekeller musste 1943 schließen, er war der Gestapo als Treffpunkt von Regimegegnern verdächtig. 
Nach den Luftangriffen auf Hamburg verließ Ablass bereits im Juli 1943 seine zerbombte Wohnung und zog zu Verwandten nach Hirschberg in Schlesien. Ab diesem Zeitpunkt oblag die Leitung der Gruppe Eduard Wilkening, der wahrscheinlich Mitte der 1930er Jahre zur Gruppe stieß, Harald Abatz und Walter Jacobsen. Ablass kehrte Anfang 1945 nach Hamburg zurück und bezog in der Verbindungsbahn eine Dachwohnung, die zum letzten konspirativen Treffpunkt der Gruppe Freies Hamburg wurde. Dort wurde schon über die Zeit nach Kriegsende beraten und Überlegungen für einen Neubeginn liberaler Politik angestellt.

## Umbenennung in Bund Freies Hamburg und Nachkriegszeit
Nach dem Einmarsch der britischen Armee in Hamburg am 3. Mai 1945 begründeten Ablass und weitere Angehörige der Gruppe Freies Hamburg am 5. Mai 1945 den überparteilichen Bund Freies Hamburg (BFH). Den Vorsitz des von der britischen Militärregierung genehmigten BFH übernahm Wilkening, Ablass wurde dessen Stellvertreter und Abatz Schriftführer. Es wurde ein liberales 8-Punkte-Programm erarbeitet, das sich u. a. dem demokratischen und materiellen Wiederaufbau Deutschlands und der Rechtsstaatlichkeit verschrieb. Aus dem BFH entstand am 20. September 1945 in Hamburg die Partei Freier Demokraten, die Ende 1946 zum Landesverband der FDP wurde.